# Ryūgasaki
Ryūgasaki (jap. 龍ケ崎市, -shi) ist eine Stadt in der Präfektur Ibaraki in Japan.

## Geographie
Ryūgasaki liegt südlich von Tsuchiura und nordöstlich von Tokio und Kashiwa.

## Geschichte
Die Stadt wurde am 20. März 1954 gegründet.

## Verkehr
- Straße:
  - Nationalstraße 6 nach Tōkyō oder Sendai

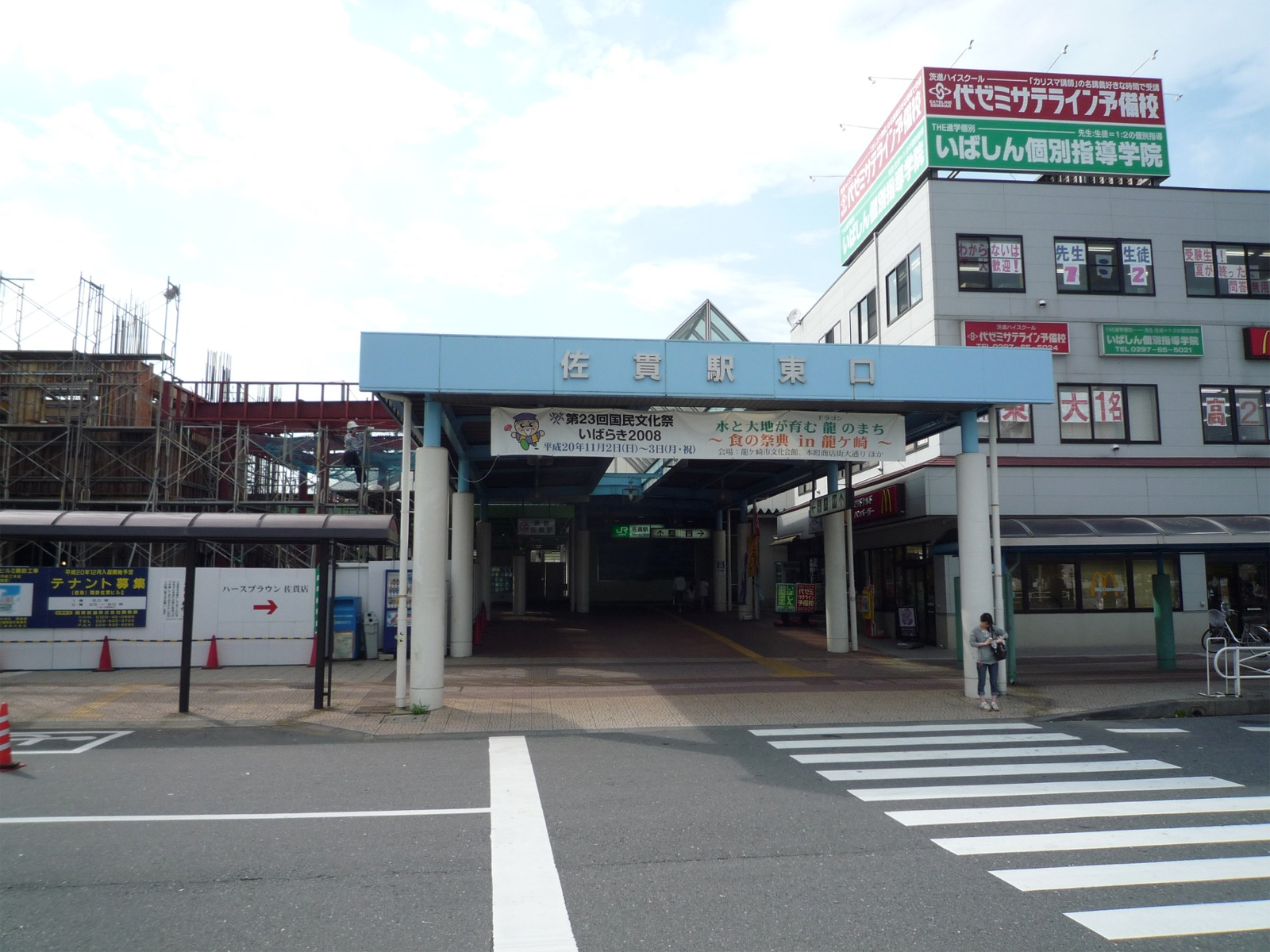
Bahnhof Sanuki

- Zug:
  - JR Joban-Linie
  - Kantō Tetsudō

## Söhne und Töchter der Stadt
- Isao Okano (* 1944), Judoka
- Akiyo Noguchi (* 1989), Sportkletterin[1]
- Daiki Kogure (* 1994), Fußballspieler
- Marina Saitō (* 1995), Speerwerferin
- Takumi Kato (* 1999), Fußballspieler

## Angrenzende Städte und Gemeinden
- Ushiku
- Tsukuba
- Inashiki
- Toride
- Tsukubamirai